# Chantemerle-les-Blés
Chantemerle-les-Blés ist eine französische Gemeinde mit 1.342 Einwohnern (Stand: 1. Januar 2022) im Département Drôme in der Region Auvergne-Rhône-Alpes. Sie gehört zum Arrondissement Valence und zum Kanton Tain-l’Hermitage. Die Einwohner werden Chantemerlois und Chantemerloises genannt.

## Geographie
Chantemerle-les-Blés liegt etwa 18 Kilometer nördlich von Valence am Fluss Bouterne. Umgeben wird Chantemerle-les-Blés von den Nachbargemeinden Saint-Barthélemy-de-Vals im Norden, Bren im Nordosten, Marsaz im Osten, Chavannes im Südosten, Mercurol-Veaunes im Süden, Larnage im Südwesten sowie Érôme im Westen.
Durch die Gemeinde führt die Autoroute A7.

## Bevölkerungsentwicklung
| Jahr                       | 1962 | 1968 | 1975 | 1982 | 1990 | 1999 | 2006 | 2016 |
| -------------------------- | ---- | ---- | ---- | ---- | ---- | ---- | ---- | ---- |
| Einwohner                  | 654  | 610  | 572  | 557  | 732  | 880  | 1058 | 1278 |
| Quellen: Cassini und INSEE |      |      |      |      |      |      |      |      |

## Sehenswürdigkeiten

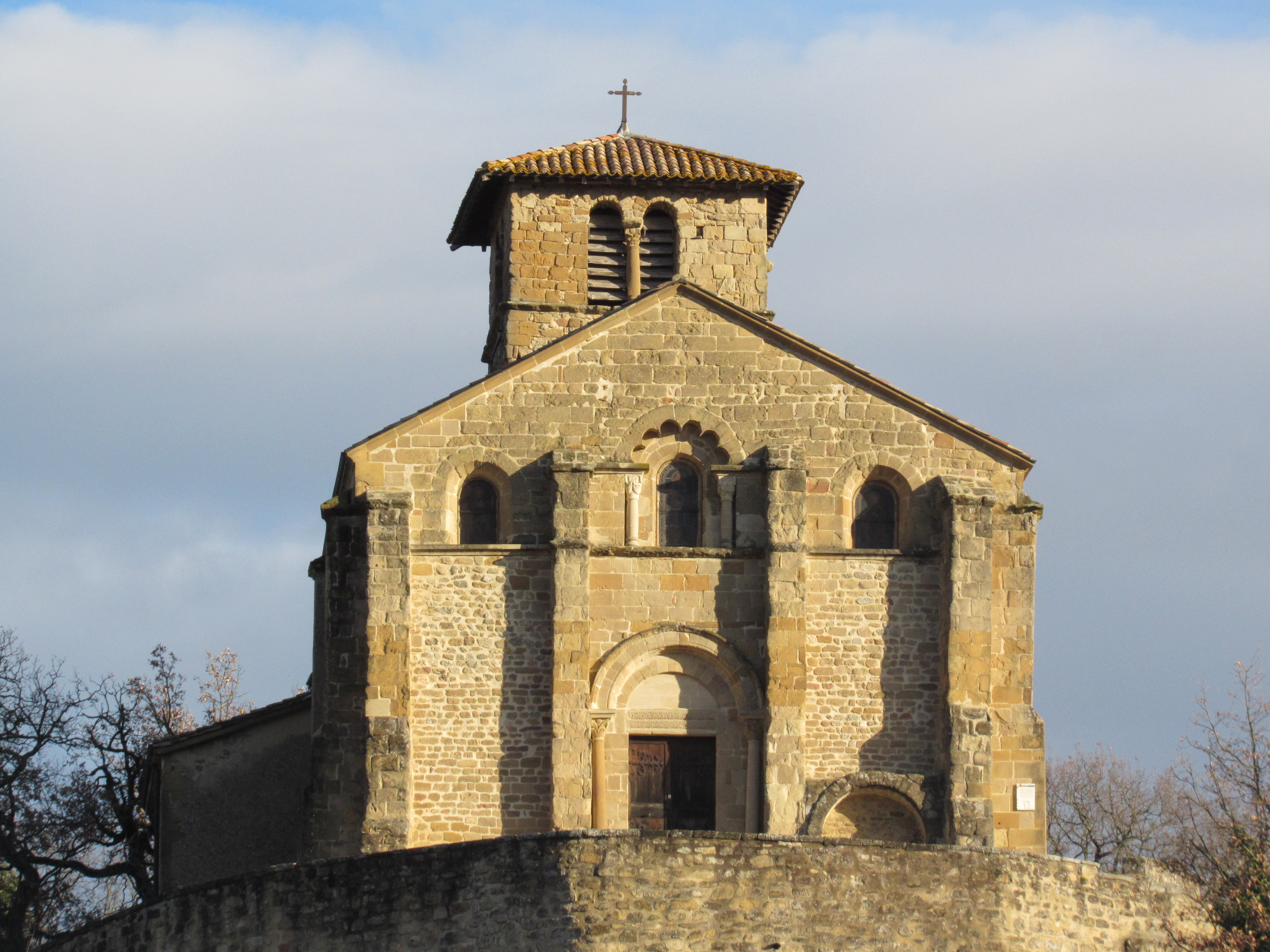
Pfarrkirche Notre-Dame

- Pfarrkirche Notre-Dame aus dem 12. Jahrhundert, seit 1905 als Monument historique klassifiziert